# Bad Bad One
Bad Bad One es el cuarto álbum de estudio de la cantautora estadounidense Meredith Brooks, publicado en 2002. Dos años más tarde fue publicada una nueva versión del disco por Savoy Records, titulada Shine. 

## Lista de canciones
1. "Crazy" (Brooks, Rhodes) – 3:51
2. "High" (Brooks) – 3:20
3. "Bad Bad One" (Brooks, Trudeau) – 4:45
4. "Pleasure" (Brooks) – 4:24
5. "Pain" (Berg, Brooks, Rhodes) – 3:35
6. "You Don't Know Me" (Brooks, Goldo, Trudeau) – 4:27
7. "Where Lovers Meet" (Brooks) – 3:51
8. "Walk Away" (Brooks) – 4:31
9. "Your Name" (Brooks) – 5:20
10. "Shine" (Brooks, Darling, Peiken) – 3:21
11. "Lucky Day" (Brooks, Rhodes) – 3:33
12. "Stand" (Brooks) – 5:10

## Personal
- Meredith Brooks - voz, guitarra
- Livingstone Brown - teclados
- Dave Darling - bajo, guitarra
- Jennifer Love Hewitt - coros
- Abe Laboriel Jr. - batería
- Randy Landas - bajo
- Paul Trudeau - sintetizador
- Windy Wagner - coros